# Kommandierender General der Deutschen Luftwaffe Nordbalkan
Der Kommandierende General der Deutschen Luftwaffe Nordbalkan war eine höhere Dienststellung der deutschen Luftwaffe im Zweiten Weltkrieg.

## Geschichte
Die Aufstellung des Stabes der Dienststelle mit Sitz in Niš erfolgte am 29. August 1944 aus der Zusammenlegung des II. Fliegerkorps und des Feldluftgaus XXX.
Dem Kommandierenden General der Deutschen Luftwaffe Nordbalkan oblag die taktische und operative Führung der Luftwaffenverbände im deutschbesetzten Serbien und im verbündeten Unabhängigen Staat Kroatien. Der Kommandierende General erhielt seine Befehle vom Luftwaffenkommando Südost und ab November 1944 von der Luftflotte 4. Am 3. Februar 1945 wurde die Dienststelle wieder in das II. Fliegerkorps umgewandelt.
Die einzige Person, die diese Dienststellung innehatte, war der General der Flieger Bernhard Waber, sie wurde nach dessen Hinrichtung nicht wieder besetzt.

## Unterstellung
| Unterstellung             | von              | bis              |
| ------------------------- | ---------------- | ---------------- |
| Luftwaffenkommando Südost | 29. August 1944  | 1. November 1944 |
| Luftflotte 4              | 1. November 1944 | 3. Februar 1945  |

## Unterstellte Verbände
| 30. November 1944 | |
| ----------------- | --- |
| 30. November 1944 | Fliegerführer Nordbalkan; Nahaufklärungsgruppe 12; I. und II./Schlachtgeschwader 10; Nachtschlachtgruppe 10; 20. Flakdivision |